# Angelândia
Angelândia é um município brasileiro no interior do estado de Minas Gerais. Sua população recenseada em 2022 era de 7 718 habitantes.

## História
O atual município de Angelândia foi criado inicialmente como distrito pertencente a Capelinha, pela lei estadual nº 6769, de 13 de maio de 1976, então com o nome de Vila dos Anjos. A emancipação veio a ocorrer pela lei estadual nº 12.030, de 21 de dezembro de 1995, recebendo sua denominação atual e instalando-se em 1 de janeiro de 1997.

## Geografia
De acordo com a divisão do Instituto Brasileiro de Geografia e Estatística vigente desde 2017, o município pertence às Regiões Geográficas Intermediária de Teófilo Otoni e Imediata de Capelinha. Até então, com a vigência das divisões em microrregiões e mesorregiões, o município fazia parte da microrregião de Capelinha, que por sua vez estava incluída na mesorregião do Jequitinhonha.